# Tonneville
Tonneville ist eine Ortschaft und eine ehemalige französische Gemeinde mit 613 Einwohnern (Stand: 1. Januar 2022) im Département Manche in der Region Normandie. Sie gehörte zum Arrondissement Cherbourg und zum Kanton La Hague.
Mit Wirkung vom 1. Januar 2017 wurde die bisherige Gemeinde Tonneville mit den übrigen 18 Gemeinden der ehemaligen Communauté de communes de la Hague zu einer Commune nouvelle mit dem Namen La Hague zusammengeschlossen und verfügt in der neuen Gemeinde über den Status einer Commune déléguée. Der Verwaltungssitz befindet sich im Ort Beaumont-Hague.

## Lage
Nachbarorte von Tonneville sind Cherbourg-en-Cotentin im Norden und Osten, Flottemanville-Hague im Süden und Sainte-Croix-Hague.

## Bevölkerungsentwicklung
| Jahr      | 1962 | 1968 | 1975 | 1982 | 1990 | 1999 | 2008 | 2015 |
| --------- | ---- | ---- | ---- | ---- | ---- | ---- | ---- | ---- |
| Einwohner | 199  | 217  | 217  | 347  | 412  | 595  | 648  | 652  |

## Sehenswürdigkeiten

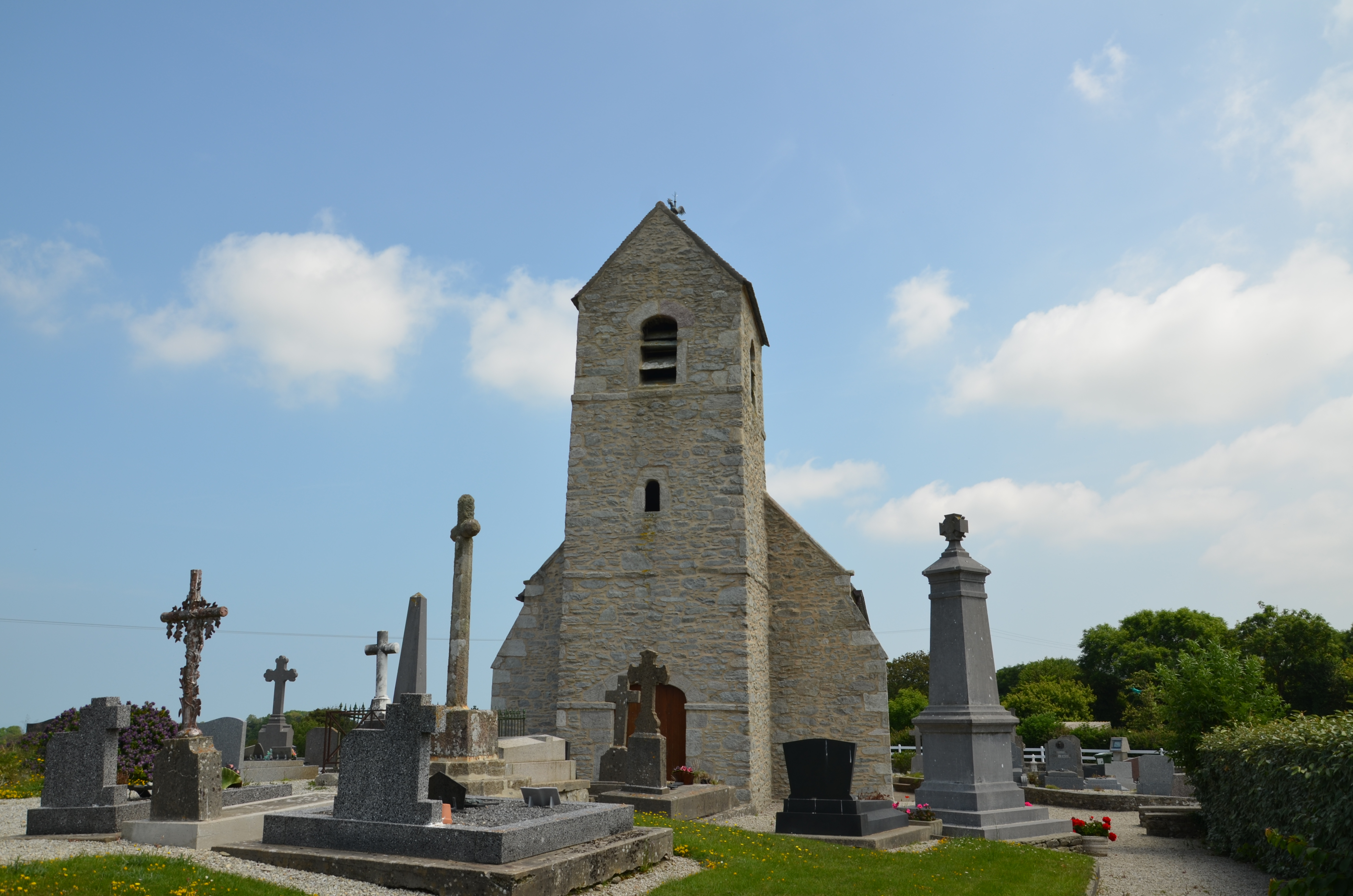
Kirche Saint-Martin

- Kirche Saint-Martin